# Flugplatz Damme

i7
i11
i13
Der Verkehrslandeplatz Damme (ICAO-Code: EDWC) liegt etwa vier Kilometer südwestlich der niedersächsischen Stadt Damme in Rottinghausen und ist Teil der öffentlichen Verkehrsinfrastruktur des südlichen Oldenburger Münsterlandes. Er steht allen Nutzern der Allgemeinen Luftfahrt (General Aviation) ohne Voranmeldung an 365 Tagen im Jahr zur Verfügung. Die Nutzung des Platzes ist 24 Stunden am Tag möglich.
Von Damme aus fliegen Flugzeuge und Hubschrauber im Individualverkehr sowohl geschäftlich als auch privat zu Zielen in Deutschland und Europa. Der Aeroclub Damme hat seine Heimat am Verkehrslandeplatz Damme. Im Aeroclub werden Interessierte zu Piloten in den Klassen PPL-N und PPL-A ausgebildet. In einer UL-Flugschule wird die Ausbildung zum Ultraleicht- und Tragschrauberpiloten angeboten. Die Flugzeuge der Flugschulen stehen auch zum Chartern zur Verfügung.
Außerdem gibt es einen Reparaturbetrieb, einen Helikopter-Lufttransport-Service und ein Restaurant.
Der Flugplatz verfügt über ein eigenes Feuerwehrfahrzeug.

## Geschichte

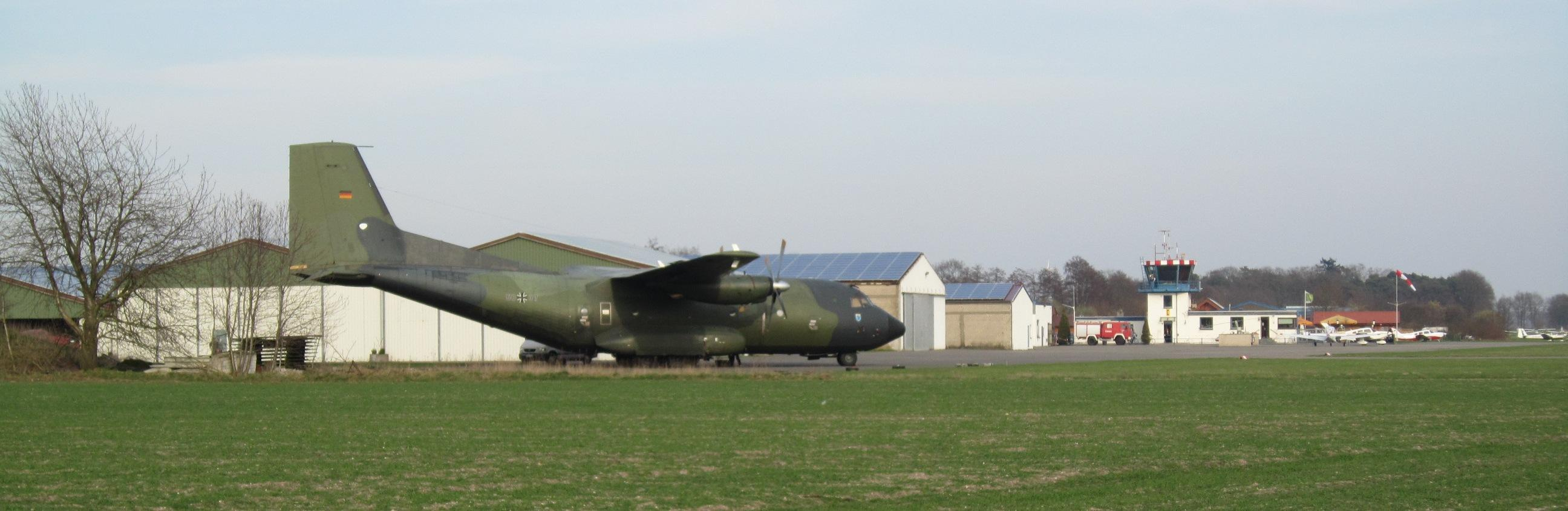
Transall auf dem Gelände des Flugplatzes Damme (erster Standort)

Im Jahr 1945 wurde durch die vorrückenden alliierten Truppen ein provisorischer Flugplatz eingerichtet, bezeichnet als Advanced Landing Ground ALG B-104, für die Nutzung durch die britische Royal Air Force. Es ist derzeit nicht geklärt, ob er auf dem Gebiet des heutigen Flugplatzes Damme lag oder, laut Koordinaten, etwa 350 Meter nordnordöstlich davon.
Der heutige Flugplatz Damme erhielt am 30. April 1974 die Genehmigung zur Aufnahme des Flugbetriebes. Hauptinitiator des Flugplatzes war der Bauunternehmer Burkhard Stüve aus Damme. Die 700 m lange Asphaltbahn mit Nachtflugbefeuerung wurde 1976 in Betrieb genommen.
1996 stand der Flugplatz mit Grundstücksfläche, Gebäuden und allen technischen Einrichtungen zum Verkauf. Einige Mitglieder des Vereins Aeroclub Damme schlossen sich zusammen, erwarben den Flugplatz und gründeten das Unternehmen Verkehrslandeplatz Damme Besitzgesellschaft. Die Flugbetriebsflächen sind seither an die Verkehrslandeplatz Damme Betriebsgesellschaft verpachtet, deren Gesellschafter ebenfalls die Flugplatzeigentümer sind. Die Betriebsgesellschaft ist für den Flugbetrieb und alle damit im Zusammenhang stehenden Tätigkeiten zuständig.
Seit 1989 war in Damme eine Cessna 172 des niedersächsischen Feuerwehr-Flugdienstes stationiert. Nach der Außerdienststellung des alten Flugzeuges im Jahr 2007 ist die Zukunft des Standortes Damme des Feuerwehr-Flugdienstes ungewiss; eine Ersatzbeschaffung wird derzeit von der Landesregierung nicht vorgesehen.
Am 20. März 2012 landete ein ausgemustertes, erstmals 1970 zugelassenes Transall-Flugzeug der Bundeswehr auf dem Gelände des Flugplatzes Damme und wird dort seitdem vom Museum für Technik, Natur und Luftfahrt ausgestellt (Kennzeichen 50+37).

## Dienstleistungen
Zu den Dienstleistungen, die auf dem Flugplatz Damme erbracht werden, gehören Fallschirmsprünge – auch Tandemsprünge –, Rundflüge sowie das gastronomische Angebot eines Cafés beim Tower des Flugplatzes.

## Attraktionen für Flugplatzbesucher

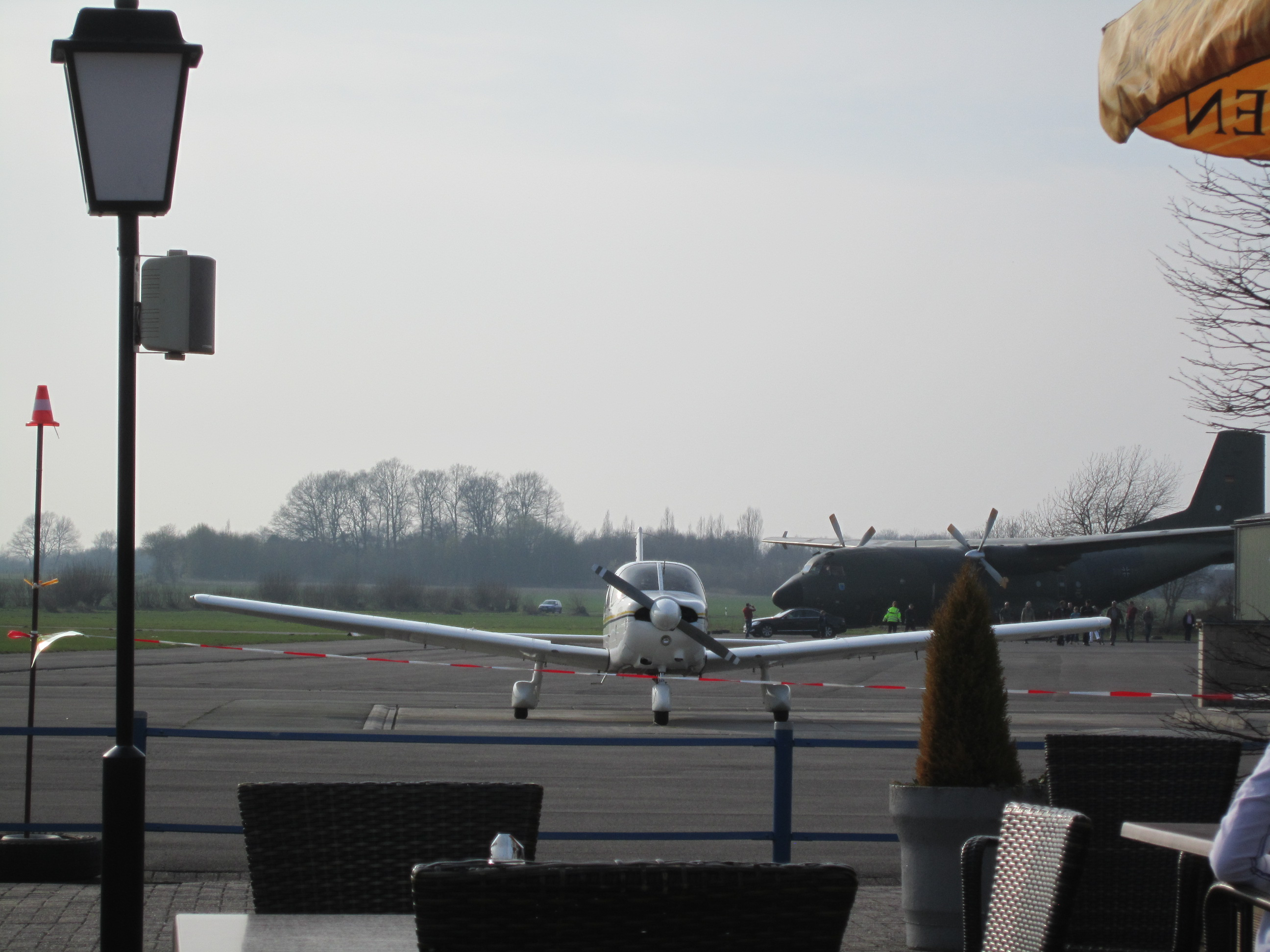
Der Flugplatz Damme als Multi-Funktionsgelände
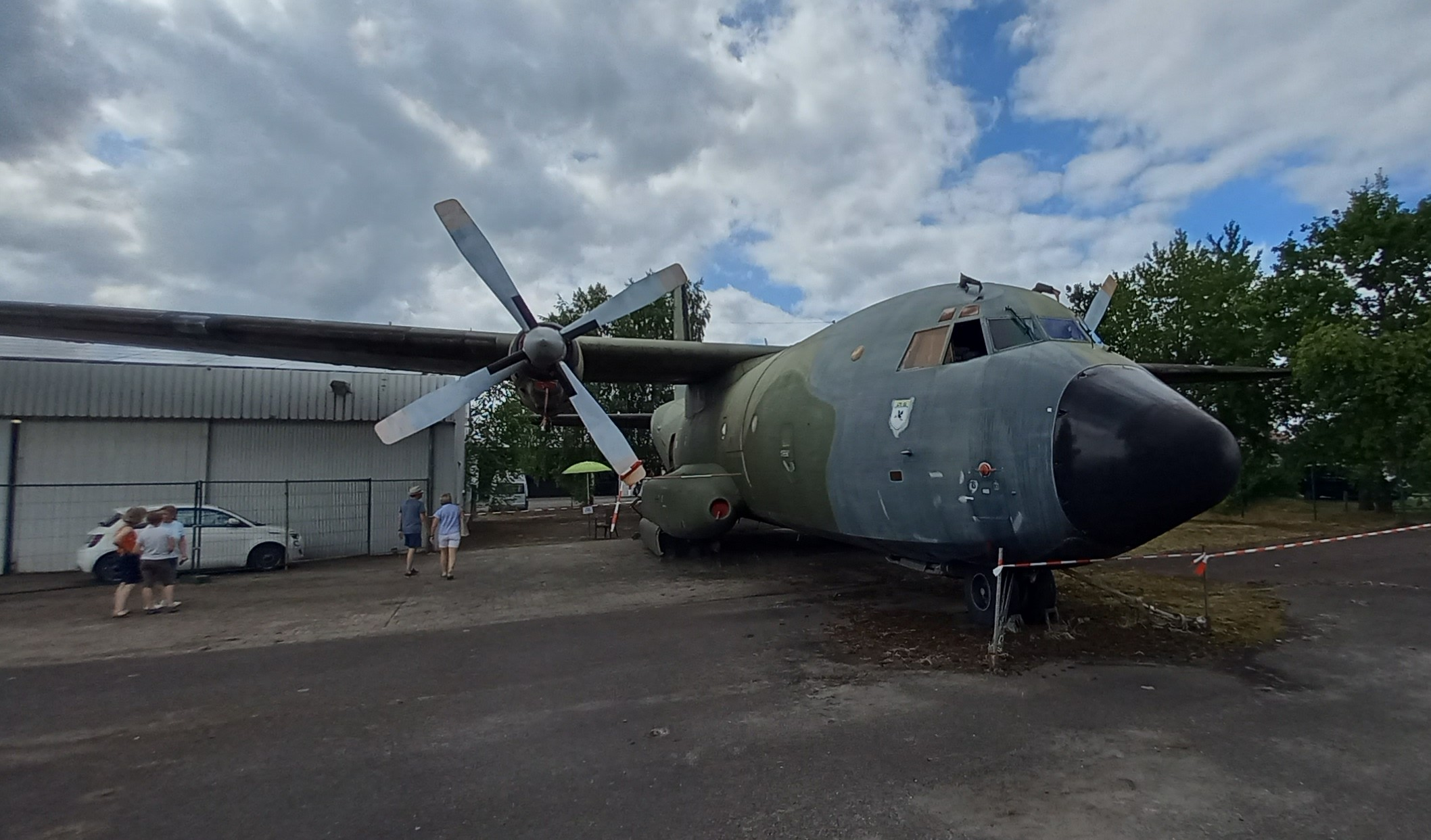
Ausgemusterte Bundeswehr-Transall C 160 am aktuellen Standort bei der Flugplatz-Einfahrt
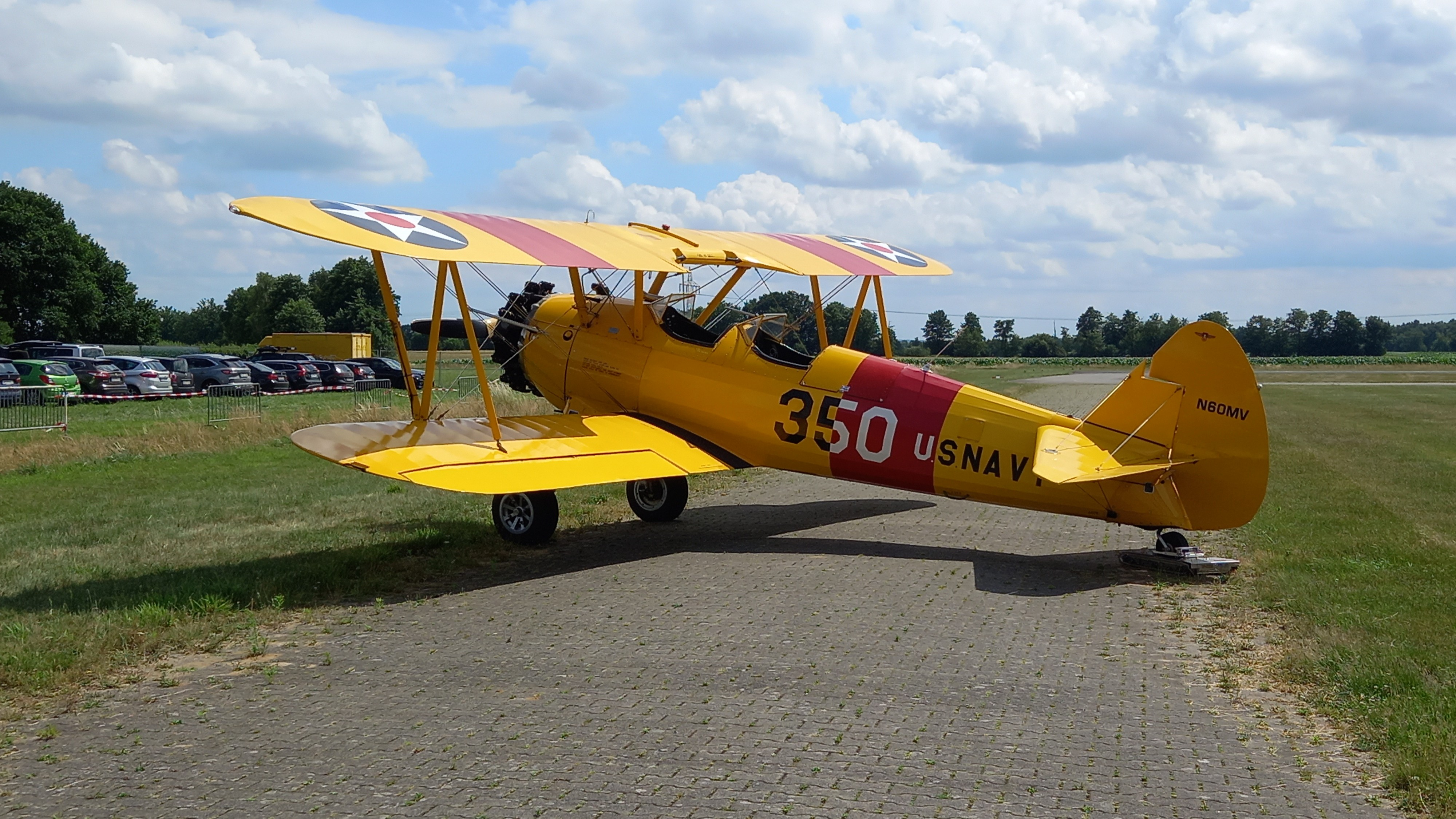
US Navy Doppeldecker als Gast am Tag der Offenen Tür (29. Juni 2025)